# مورغان كوكس
مورغان كوكس (بالإنجليزية: Morgan Cox)‏ (و. 1986  م) هو كاتب سيناريو، ولاعب كرة قدم أمريكية، من الولايات المتحدة، ولد في كليرفيل، يلعب كLong snapper ‏.

## التعليم
تعلم في Evangelical Christian School ‏.